# شونینگن (باواریا)
شونینگن (باواریا) (به آلمانی: Schwenningen, Bavaria) یک شهر در آلمان است که در بایرن واقع شده‌است.

## خصوصیات
شونینگن ۲۵٫۰۲ کیلومترمربع مساحت دارد ۴۱۶ متر بالاتر از سطح دریا واقع شده‌است.